# Юссеф Шерміті
Юссе́ф Рама́лью Шермі́ті (порт. Youssef Ramalho Chermiti; нар. 24 травня 2004, Віла-ду-Порту) — португальський футболіст, нападник англійського клубу «Евертон».

## Клубна кар'єра

### Юнацькі роки
Займався футболом в юнацьких клубах «Уш Марієнсіш», «Паулета» і «Сан Педру», а 2016 року приєднався до академії лісабонського «Спортінга».

### «Спортінг»
22 липня 2020 року підписав свій перший професіональний контракт зі «Спортінгом» строком на 3 роки. У сезоні 2020–21 почав виступати за резервну команду «Спортінга» в Третій лізі Португалії.
15 січня 2023 року дебютував за основну команду клубу, вийшовши на заміну Паулінью в матчі Прімейра-ліги проти «Бенфіки». 6 лютого 2023 року забив свій перший гол за «Спортінг» в матчі Примейра-ліги проти «Ріу Аве». Він став наймолодшим гравцем клубу після Кріштіану Роналду, що забив переможний гол у виїзному матчі. В наступній грі, 12 лютого, відзначився м'ячем в дербі проти «Порту». 16 лютого дебютував в єврокубках, вийшовши на заміну в стиковому матчі плей-оф Ліги Європи УЄФА проти «Мідтьюлланна».  Всього в сезоні 2022–23 провів за «Спортінг» 22 матчі в усіх турнірах, в яких забив 3 голи і віддав 2 результативні передачі.

### «Евертон»
11 серпня 2023 року перейшов в англійський клуб «Евертон», уклавши контракт до 2027 року. Сума трансферу становила близько 12,5 млн євро, однак може досягати 15 млн фунтів з урахуванням бонусів. 26 серпня дебютував за «Евертон», вийшовши на заміну Льюїсу Доббіну в матчі Прем'єр-ліги проти клубу «Вулвергемптон Вондерерз». 30 серпня вперше вийшов в основі «Евертона» в матчі другого раунду Кубка футбольної ліги проти «Донкастер Роверз».

## Кар'єра в збірній
Виступав за збірні Португалії до 15, до 16, до 18, до 19, до 20 і до 21 року.

## Особисте життя
Його двоюрідний брат, Амін, також професіональний футболіст, який виступав за збірну Тунісу.

## Статистика виступів
Станом на 3 травня 2025 
| Клуб                 | Сезон             | Чемпіонат         | Чемпіонат | Чемпіонат | Кубок | Кубок | Кубок ліги | Кубок ліги | Єврокубки | Єврокубки | Інші  | Інші | Всього | Всього |
| Клуб                 | Сезон             | Дивізіон          | Матчі     | Голи      | Матчі | Гол   | Матчі      | Голи       | Матчі     | Голи      | Матчі | Голи | Матчі  | Голи   |
| -------------------- | ----------------- | ----------------- | --------- | --------- | ----- | ----- | ---------- | ---------- | --------- | --------- | ----- | ---- | ------ | ------ |
| Спортінг Б (Лісабон) | 2021–22           | Третя ліга        | 10        | 3         | —     | —     | —          | —          | —         | —         | —     | —    | 10     | 3      |
| Спортінг (Лісабон)   | 2022–23           | Прімейра-Ліга     | 16        | 3         | 0     | 0     | 1          | 0          | 5         | 0         | —     | —    | 22     | 3      |
| Евертон              | 2023–24           | Прем'єр-ліга      | 18        | 0         | 1     | 0     | 1          | 0          | —         | —         | —     | —    | 20     | 0      |
| Евертон              | 2024–25           | Прем'єр-ліга      | 4         | 0         | 0     | 0     | 0          | 0          | —         | —         | —     | —    | 4      | 0      |
| Евертон              | Всього            | Всього            | 22        | 0         | 1     | 0     | 1          | 0          | 0         | 0         | 0     | 0    | 24     | 0      |
| Всього за кар'єру    | Всього за кар'єру | Всього за кар'єру | 48        | 6         | 1     | 0     | 2          | 0          | 5         | 0         | 0     | 0    | 56     | 6      |

1. ↑  Матчі в Лізі Європи УЄФА